# Де Поммеру де Бордесуль, Этьен Тардиф
Этьен Тардиф де Поммеру де Бордесуль (фр. Étienne Tardif de Pommeroux de Bordesoulle; 1771—1837) — французский военный деятель, дивизионный генерал (1812 год), барон (1810 год), граф (1816 год), пэр Франции (1824 год), участник революционных и наполеоновских войн. Имя генерала выбито на Триумфальной арке в Париже.

## Биография
Родился в семье фермера Жана Тардифа (фр. Jean Silvestre Tardif, Sieur de Luzeret; 1741—1804) и его супруги Маргариты Дюпертюи (фр. Marguerite Dupertuis; 1731—1813).
Начал военную службу 27 апреля 1789 года простым конным егерем во 2-м полку. 30 октября 1792 года, сражаясь в рядах Рейнской армии, отличился в бою при Шпайере, где конные егеря атаковали колонну противника, выходившую из города. Ведомые полковником Лабуассьером, кавалеристы захватили до 600 пленных австрийцев, размещённых в виноградниках. Сам Бордесуль был ранен штыком в бедро. 1 декабря того же года произведён в бригадиры. В марте 1793 года принял участие в бою между Шпайером и Ландау, где небольшой отряд французов (один батальон и один эскадрон при двух орудиях) был атакован превосходящими силами австрийцев, и приведён в полный беспорядок. Однако Бордесуль смог сплотить вокруг себя кавалеристов и пехотинцев, после чего они в течение часа сдерживая атаки противника, сумели вырваться из окружения, и спасти обе пушки. Эти действия принесли ему звание вахмистра 24 мая 1793 года.
В октябре 1793 года попал в плен в бою при Ванценау. Вернувшись в строй, отличился 28 июня 1794 года в деле при Эриксхайме, между Ландау и Нойштадтом, где в одиночку атаковал и обратил в бегство 12 прусских гусар, окруживших его полковника, сбитого с коня. 12 июля 1794 года получил несколько лёгких ранений и потерял коня, убитого под ним, в сражении при Бриксхайме во время атаки вражеской кавалерии.
Получив 3 августа 1794 года звание младшего лейтенанта, отличился в сражении при Дюркхайме в сентябре 1794 года, где во главе взвода 2-го конно-егерского полка сбил прусские форпосты, захватив несколько пленных и лошадей. 4 декабря 1794 года получил два удара саблей по голове при взятии редутов у Зальцбаха. 19 июля 1795 года стал временным адъютантом генерала Лабуассьера. В ноябре 1795 года атаковал и преследовал аванпосты противника, укрывшиеся в деревне у Бретценхайма, и получил семь или восемь сабельных ран в руку и два пулевых, а также потерял коня, убитого под ним.
19 июля 1796 года произведён в лейтенанты. 19 октября 1796 года в сражении при Эммендингене взял в плен 30 вражеских кавалеристов и более 400 пехотинцев, получил две сабельные раны (одна из которых серьёзно повредила правое запястье). 27 августа 1797 года утверждён в должности адъютанта Лабуассьера, 20 января 1798 года получил звание капитана.
В начале 1799 года переведён в Итальянскую армию. 14 мая 1799 года произведён генералом Моро во временные командиры эскадрона с назначением в 6-й гусарский полк. Отличился в сражении при Нови, где атаковал и рассеял колонну русских (600 человек) на дороге в Поццоло, а затем во главе 6-го гусарского полка и 68-й линейной полубригады прикрывал отступление армии и в течение часа сдерживал наступление 5000 неприятелей. Сломал правую руку и потерял коня, убитого под ним.
21 марта 1800 года женился на Софие Буассьер (фр. Eulalie Sophie Boissière; —1832), от которой имел сына.
27 июня 1800 года в сражении при Нойбурге атаковал и опрокинул колонну из 500 вражеских кирасир. 18 сентября 1800 года зачислен в состав 7-го легиона жандармерии. С 29 мая 1802 года командир эскадрона 2-го конно-егерского полка.
29 октября 1803 года произведён в майоры и назначен заместителем командира 1-го конно-егерского полка. Служил в военном лагере Брюгге. В ходе Австрийской кампании 1805 года состоял в 3-м корпусе Великой Армии. 27 декабря 1805 года произведён в полковники, и возглавил 22-й конно-егерский полк в составе 4-го корпуса. 20 марта 1807 года его полк влился в состав бригады лёгкой кавалерии Дюронеля. 9 июня отличился в сражении при Гуттштадте, где во главе 60 солдат своего полка переправился через Пассаргу и почти полностью изрубил русский пехотный батальон, причём получил штыковые удары в правое предплечье и в грудь. Затем сражался при Гейльсберге и Фридланде.
25 июня 1807 года стал бригадным генералом. 1 августа 1807 года переведён в состав обсервационного корпуса маршала Брюна, а в декабре 1807 года возглавил бригаду лёгкой кавалерии (9-й гусарский, 7-й и 20-й конно-егерские полки) в Данциге. 21 сентября 1808 года прибыл в Байонну и 15 ноября того же года стал командиром 2-й бригады лёгкой кавалерии (5-й и 10-й конно-егерские полки) в составе дивизии генерала Лассаля резервной кавалерии Армии Испании. Участвовал в уничтожении остатков армии генерала Кастаньоса в окрестностях Мадрида. 28 марта 1809 года отличился в сражении при Медельине, где во главе своей бригады разрезал линию испанской пехоты в 6000 штыков.
В апреле 1809 года присоединился к Армии Германии и возглавил бригаду в дивизии Марюла в составе 4-го корпуса. 25 мая 1809 года был назначен командиром 2-й бригады 3-й дивизии тяжёлой кавалерии, сменив попавшего в плен при Эсслинге генерала Фуле. 6 июля 1809 года был ранен в сражении при Ваграме.
21 июля 1809 года возглавил 1-ю бригаду лёгкой кавалерии в составе 4-го корпуса, которая 10 августа была передана под начало Марюла. В феврале 1810 года перебазировался в Ганзу. С 17 марта 1810 года по 1 января 1811 года служил в составе наблюдательного корпуса Голландии. 2 декабря 1810 года возглавил 3-ю бригаду лёгкой кавалерии Армии Германии.
19 апреля 1811 года стал командиром 4-й бригады лёгкой кавалерии Эльсбкого наблюдательного корпуса. 15 сентября 1811 года его бригада включена в состав 1-й дивизии лёгкой кавалерии. 25 декабря 1811 года егобригада получила 2-й номер в составе того же корпуса, ставшего впоследствии 1-м корпусом Великой Армии. Участвовал в  Русской кампании 1812 года. 30 июня нанёс поражение авангарду генерала Барклая-де-Толли при Олешниках. 23 июля 1812 года атаковал Могилёв, где захватил 900 пленных и более 600 голов скота. 17 августа сражался при Смоленске. 7 сентября при Бородино был ранен шрапнелью в челюсть. С 15 по 18 ноября дрался при Красном, где захватил 8 орудий.
4 декабря 1812 года произведён в дивизионные генералы. 6 февраля 1813 года возглавил 1-ю кирасирскую дивизию 1-го кавалерийского корпуса и принял участие в Саксонской кампании. Проявил себя при Лютцене и Баутцене. Во время битвы при Дрездене он возглавил несколько победоносных атак на вражеские каре и взял много пленных. После поражения французов при Лейпциге прикрывал отступление от Лейпцига к Ханау. 18 ноября 1813 года временно заменил генерала Себастьяни на посту командира 2-го кавалерийского корпуса. 3 января 1814 года возглавил две временные кавалерийские дивизии в Версале. 7 февраля 1814 года принял командование резервной кавалерией в Париже и сражался под началом Мийо. 19 февраля 1814 года вернулся к командованию 1-й дивизией тяжёлой кавалерии в Шампани. Затем возглавил кавалерийский корпус в армии маршала Мармона и сражался при Реймсе, Фер-Шампенуазе и Париже.
При первой Реставрации назначен в мае 1814 года генеральным инспектором кавалерии. 12 марта 1815 года возглавил кавалерию во 2-м военном округе. Во время «Ста дней» вместе с королём Людовиком XVIII удалился 20 марта 1815 года в Гент и 23 июня 1815 года занял пост начальника штаба герцога Беррийского. После второй Реставрации был осыпан милостями: 8 сентября 1815 года — командир 1-й кавалерийской дивизии Королевской гвардии, 3 мая 1816 года — граф, 2 июня 1817 года — почётный адъютант графа д’Артуа, 17 сентября 1822 года — губернатор Политехнической школы, 16 февраля 1823 года — главнокомандующий войсками Королевской гвардии в составе Пиренейской армии, 10 октября 1823 года — пэр Франции, 1 февраля 1828 года — член Высшего военного совета, в феврале 1830 года — президент Консультативного комитета по кавалерии.
После Революции 1830 года был отстранён от всех постов и с 21 августа 1830 года оставался без служебного назначения. 7 февраля 1831 года определён в резерв и 14 марта 1832 года окончательно вышел в отставку.
Умер 3 октября 1837 года в Фонтене в возрасте 66 лет.

## Воинские звания
- Солдат (27 апреля 1789 года);
- Бригадир (1 декабря 1792 года);
- Вахмистр (24 мая 1793 года);
- Младший лейтенант (3 августа 1794 года);
- Лейтенант (19 июля 1796 года);
- Капитан (20 января 1798 года);
- Командир эскадрона (14 мая 1799 года, утверждён 19 октября 1799 года);
- Майор (29 октября 1803 года);
- Полковник (27 декабря 1805 года);
- Бригадный генерал (25 июня 1807 года);
- Дивизионный генерал (4 декабря 1812 года).

## Титулы

Герб барона

- Барон Тардиф Бордесуль и Империи (фр. baron Tardif Bordesoulle et de l'Empire; декрет от 19 марта 1808 года, патент подтверждён 17 мая 1810 года в Генте)[4][5];
- Граф Бордесуль (фр. comte de Bordesoulle; 3 мая 1816 года);
- Пэр Франции (декрет от 9 октября 1823 года, патент подтверждён 3 апреля 1824 года).

## Награды
- Почётная сабля (15 сентября 1802 года)

 Легионер ордена Почётного легиона (24 сентября 1803 года)
 Офицер ордена Почётного легиона (14 июня 1804 года)
 Коммандан ордена Почётного легиона (14 мая 1813 года)
 Кавалер военного ордена Святого Людовика (2 июня 1814 года)
 Великий офицер ордена Почётного легиона (23 августа 1814 года)
 Большой крест ордена Почётного легиона (15 августа 1815 года)
 Командор военного ордена Святого Людовика (3 мая 1816 года)
 Большой крест военного ордена Святого Людовика (1 мая 1821 года)
 Большой крест испанского ордена Карлоса III (4 ноября 1823 года)
 Большой крест ордена Святого Александра Невского (1824 год)
 Кавалер ордена Святого Духа (21 февраля 1830 года)